# ۳ام-۵۴ کالیبر
۳ام۵۴ کالیبر و ۳ام۱۴ بیریوزا گروهی از موشک‌های ساخت روسیه هستند که برای حملات ضدکشتی، ضدزیردریایی، زمین به زمین و هوا به زمین استفاده می‌شوند. این موشک‌ها به سر جنگی ۴۵۰ کیلوگرمی یا هسته‌ای مسلح می‌شوند و برد مؤثر مدل‌های مختلف آن بین ۵۰ تا ۴۰۰۰ کیلومتر است. این خانواده از موشک‌ها علاوه بر نیروهای مسلح روسیه، در نیروهای مسلح کشورهای الجزایر، ویتنام، هند، چین و ایران مورد استفاده است.

## تجربه عملیاتی
اولین استفادهٔ جنگی از این موشک‌ها در سال ۲۰۱۵ و در جریان مداخله روسیه در جنگ داخلی سوریه انجام شد. در ۷ اکتبر ۲۰۱۵ کشتی‌های جنگی روسیه در دریای خزر ۲۶ فروند از این موشک‌ها را با استفاده از فضای آسمان ایران و عراق به سوی ۱۱ هدف در حلب و رقه کشور سوریه شلیک کردند. مقامات روسیه اعلام کردند که هر ۲۶ موشک به اهداف خود برخورد کرده‌اند اما منابع آمریکایی از سقوط حداقل چهار موشک در خاک ایران خبر دادند و رسانه‌های محلی ایران خبر از سقوط اشیای پرنده‌ای در شهرستان‌های تکاب و سقز دادند. مقامات ایران و روسیه، این ادعا را تکذیب نموده و مقامات پنتاگون نیز در این رابطه مستنداتی ارائه نکردند. همچنین روسیه چندین مرتبه دیگر از انواع این موشک که از زمین و زیردریایی قابل شلیک است در جنگ داخلی سوریه استفاده نموده‌است.

## مدل‌ها
نسخه‌های مخصوص ارتش روسیه
- ۳ ام ۵۴: نسخه‌ای که ناتو به ان لقب اس‌اس‌ان-۲۷ ای داد و دارای نقش ضدکشتی است با پیشرانه توربوجت. این نسخه با طول ۸٫۲ متر دارای یک کلاهک ۲۰۰ کیلوگرمی و دارای برد ۴۴۰ تا ۶۶۰ کیلومتر است و می‌تواند با سرعت ۲٫۹ ماخ در ارتفاع ۵ متری سطح آب پرواز کند و دارای سامانه هدایت رادار فعال در کنار خلبان خودکار است. این نسخه دارای یک ارتفاع‌سنج راداری است تا ارتفاع موشک تا سطح اب را تنظیم کند. این نسخه درون یک محفظه پلمپ از لوله ۵۳۳ م م اژدر افکن زیر دریایی پرتاب شده و به روی اب می‌آید، و سر محفظه به طرف بالا قرار میگرد و موشک شلیک شده و از محفظه بیرون آمده، ارتفاع خود را کاهش و در ارتفاع کم پرواز می‌کند. این نسخه از تمام زیر دریایی‌های روسی قابل پرتاب است.
- ۳ ام ۵۴ تی: نسخه ضدکشتی مشابه نسخه قبلی برای پرتاب از لانچرهای عمودی ناوها شلیک شده و به صورت عمودی توسط بوستر کمکی از سیلو بیرون آمده و به طرف هدف تغییر مسیر می‌دهد.
- ۳ ام ۱۴: این نسخه در ناتو اس‌اس–ان-۳۰ ای نامید شده و نسخه کروز تهاجمی به اهداف ثابت زمینی است. این نسخه بر خلاف مدل‌های بالا مادون صوت است و دارای بیشترین سرعت ۸۵۰ کیلومتر بر ساعت است و دارای برد ۱۵۰۰ تا ۲۰۰۰ کیلومتر است و دارای کلاهک ۴۵۰ کیلوگرمی انفجار قوی بوده و دارای سامانه هدایت اینرسی در کنار گلوناس است و دقت آن زیر ده متر است. این نسخه از زیر دریایی شلیک می‌شود.
- ۳ ام-۱۴ تی: مشابه ۳ ام ۱۴ که از کشتی‌ها و سیلوهای عمودی پرتاب می‌شود.

### نسخه‌های صادراتی
- ۳ ام ۵۴ئی کلاب اس: نسخه صادراتی زیردریایی پرتاب در نقش ضدکشتی که توسط چندین کشور از زیردریایی کلاس کیلو شلیک می‌شود. این نسخه با برد ۲۲۰ کیلومتر و یک کلاهک ۲۰۰ کیلوگرمی دارای سامانه هدایت رادار فعال و دارای سرعت ۲٫۹ ماخ و ارتفاع پروازی ۵ متر است.

## کاربران
- روسیه

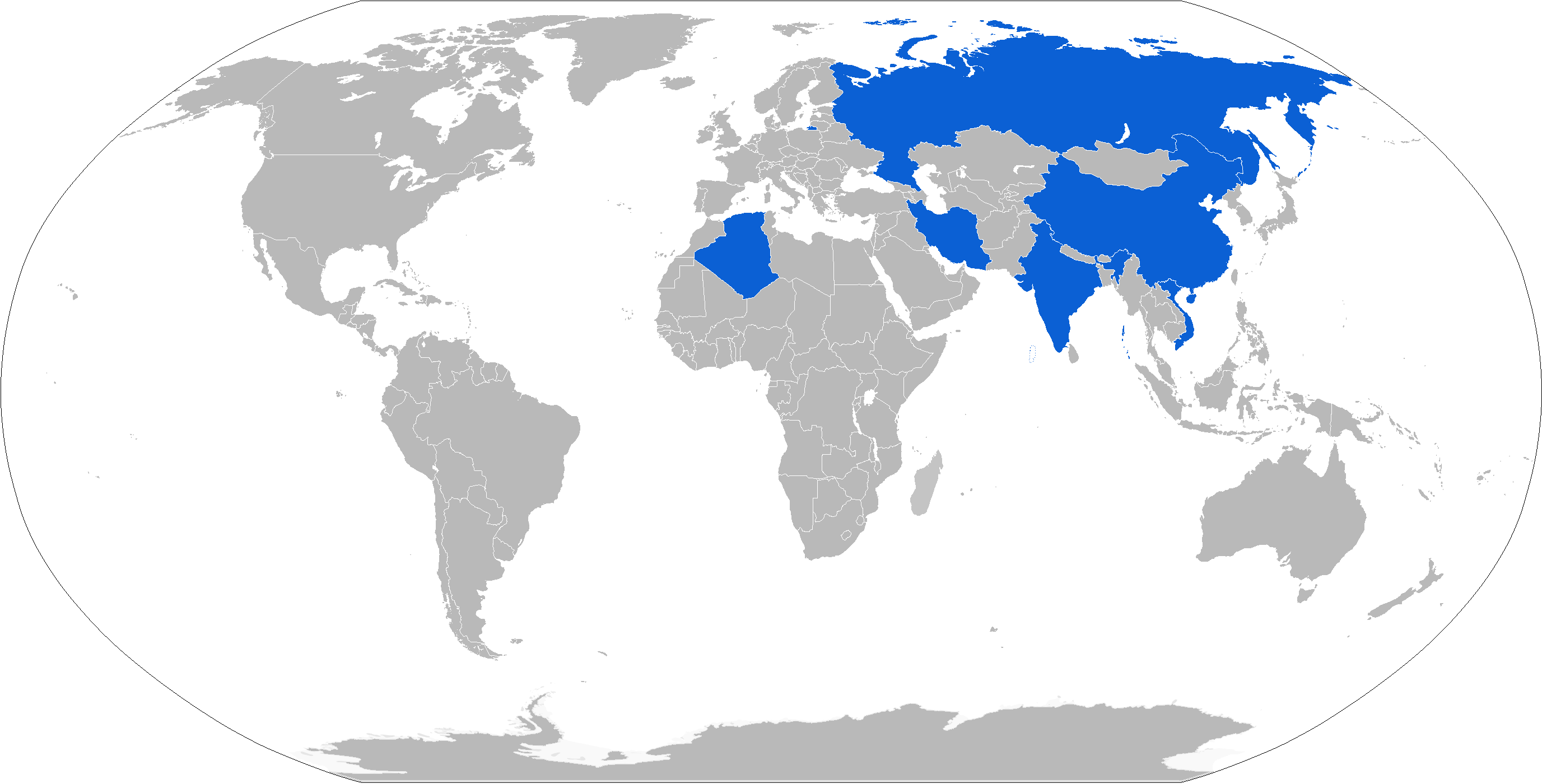
نقشه کاربران

- الجزایر: مدل کلاب-اس بر روی چهار زیردریایی کلاس کیلو
- هند: مدل‌های کلاب-اس و کلاب-ان بر روی زیردریایی‌های کلاس کیلو و ناوچه‌های کلاس تالوار
- ویتنام: مدل کلاب-اس بر روی شش زیردریایی کلاس کیلو
- چین: کلاب-اس بر روی زیردریایی کلاس کیلو[۴]
- ایران: برخی گزارش‌ها حاکی از خرید یا قصد خرید کلاب-اس برای زیردریایی‌های کلاس کیلو بوده‌است[۵][۶]